# Djurgeografisk region

Schematisk översikt av jordens åtta faunaregioner:
Nearktiska regionen
Palearktiska regionen
Etiopiska regionen
Orientaliska regionen
Australiska regionen
Neotropiska regionen
Oceaniska regionen och Antarktiska regionen visas inte.

En djurgeografisk region, även kallad faunaregion eller zoogeografisk region är en del av biosfären som har en karakteristisk fauna. Varje region har en karakteristisk växelverkan mellan klimatfaktorer och ekologiska processer, som skapar förutsättningar för allt levande i regionen. Det finns sju eller åtta regioner i världen, och deras gränser följer till stor del kontinenternas gränser. De djurgeografiska regionerna överensstämmer ofta med det som kallas florariken, det vill säga biosfären indelad efter karakteristisk flora.

## De åtta djurgeografiska regionerna
1. Nearktiska regionen 22,9 miljoner km² - omfattar merparten av Nordamerika norr om mellersta Mexiko.
2. Palearktiska regionen 54,1 miljoner km² - omfattar merparten av Eurasien och Nordafrika.
3. Etiopiska regionen (även kallad afrotropiska regionen) 22,1 miljoner km² - omfattar Afrika söder om Sahara och delar av södra Arabiska halvön
4. Orientaliska regionen (även kallad indomalayiska regionen) 7,5 miljoner km² - omfattar sydasiatiska subkontinenten och sydöstra Asien)
5. Australiska regionen 7,7 miljoner km² - omfattar Australien, Nya Guinea, och de omkringliggande öarna. Den norra gränsen för denna faunaregion kallas för Wallacelinjen.
6. Neotropiska regionen 19,0 miljoner km² - omfattar Mellan- och Sydamerika, och Västindien
7. Oceaniska regionen 1,0 miljoner km² - omfattar Polynesien, Fiji och Mikronesien
8. Antarktiska regionen 0,3 miljoner km² - omfattar Antarktis

Inom botaniken brukar man ibland även kategorisera den allra sydligaste delen av den afrotropiska regionen som ett eget florarike, nämligen kapregionen eller Capensis.

## Historik
Begreppet zoogeografisk region myntades av den engelske zoologen Philip Lutley Sclater 1857. Han skapade då ett system som delar in världen utifrån djurlivet. Sclater utgick ifrån studier av världens fågelliv och han delade upp världen i sex zoogeografiska regioner, vilka fortfarande bär de namn som han gav dem. Senare har hans indelning av den australiska regionen även delats upp i den oceaniska regionen och Antarktis har blivit en egen zoogeografisk region. På grund av att djurlivet i Nearktis och Palearktis har haft ett genflöde över Berings sund kategoriserar vissa naturforskare detta område som den övergripande holarktiska regionen.

## Metodik för gränsdragningen av de djurgeografiska regionerna
De flesta är idag överens om att man delar in djurgeografiska regioner efter de arter som reproducerar sig lokalt och inte efter exempelvis fåglar som har sitt vinterkvarter i området. Om ett område i gränstrakten mellan två djurgeografiska regioner innehåller en majoritet av reproducerande arter från den ena djurgeografiska regionen är det större sannolikhet att detta område tillhör just den djurgeografiska regionen. År 1986 publicerade Lee-Smith en studie där han presenterade en metod där han klassificerade arter i geografiska "släktskap". Faktorerna han använde var inte bara utbredning utan även ursprung och släktskap. Det vill säga om en art reproducerar sig i ett område och dess taxa härstammar från exempelvis Palearktis så är det mer troligt att området tillhör den palearktiska regionen.

## Djurgeografiska provinser
Dessa huvudsakliga djurgeografiska regioner, kan sedan delas upp i lokala provinser. För Sverige brukas till exempel arktiska, högboreala och sydskandinaviska provinserna.